# Carl Christoph Lüntzel
Carl Christoph Lüntzel (* 1779; † 1854) war der zweite Bürgermeister der gesamten Stadt Hildesheim nach der Vereinigung von Altstadt und Neustadt im Jahre 1803.
Lüntzel entstammte der Hildesheimer Patrizierfamilie Lüntzel. Bevor er 1843 Bürgermeister wurde, war er Stadtsyndikus. Als Bürgermeister bis 1848 setzte er sich für den Anschluss der Stadt an das Eisenbahnnetz ein.
Sein Sohn Alfred Lüntzel wurde Rechtsanwalt am Reichsgericht.